# Grande almirante

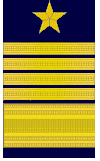
Insígnia de manga de Grande Almirante da Kriegsmarine

Grande almirante é uma patente naval histórica, de uso em alguns países, sendo a mais alta patente existente nas marinhas germânicas. Seu uso mais notável e conhecido foi na Alemanha (em alemão: Großadmiral). Criada em 1900 para o imperador Guilherme II, a patente já foi concedida a oficiais e nobres de outros países. A patente equivale a uma "quinta estrela" do almirantado e tem correspondência nas marinhas norte-americana, britânica e brasileira, embora com título diferente, e assim como a patente de marechal de campo no exército, permite a seu portador o uso de um bastão de comando.

## Marinha Imperial Alemã
- Guilherme II da Alemanha (3 de maio de 1900)
- Eduardo VII do Reino Unido (26 de junho de 1902)
- Hans von Koester (28 de junho de 1905)
- Óscar II da Suécia (13 de julho de 1905)
- Henrique da Prússia (4 de setembro de 1909)
- Alfred von Tirpitz (27 de janeiro de 1911)
- Henning von Holtzendorff (31 de julho de 1918)

## Marinha Austro-Húngara
- Carlos Estêvão da Áustria (1911)
- Anton Haus (12 de maio de 1916)
- Henrique da Prússia (9 de outubro de 1916)
- Carlos I da Áustria (1º de novembro de 1916)
- Guilherme II da Alemanha (22 de fevereiro de 1917)

## Marinha Real Italiana
- Paolo Thaon di Revel (4 de novembro de 1924)

## Kriegsmarine
- Erich Raeder (1º de abril de 1939)
- Karl Dönitz (30 de janeiro de 1943)

## Marinha de Guerra do Peru
- Miguel Grau Seminario (1967)